# 阮登洵
阮登洵（越南语：／，1772年—1844年），字信夫（越南语：／），號慎齋（越南语：／），越南阮朝大臣。

## 生平
阮登洵是廣平省麗水縣水蓮總扶正社（今属广平省丽水县兴水社）人，生於黎景興三十三年（1772年）。阮登洵年少時正值西山起義，他不願為官，在家隱居。阮朝建立後，徵召他出仕，歷任玉山知縣、公府司講和震亨宮侍講。明命元年（1820年），阮登洵改任禮部僉事。明命八年（1827年），改主北城戶曹事務，不久又改主兵曹，升禮部右參知。明命十一年（1830年），阮登洵任校正律例的副總裁。次年（1831年），以禮部左參知身份致事。
明命十六年（1835年），阮登洵被任命為皇子師保，教導集善堂諸皇子。他教學嚴謹，為皇子們制訂了合理的教學計畫，不久又因此加尚書銜。明命二十一年（1840年）末，阮登洵上書求歸，但因恰逢明命帝去世，未獲允准。次年（1841年），阮登洵覲見紹治帝，拒絕了擔任禮部尚書的任命，再次懇求辭官回鄉。紹治帝給予了阮登洵豐厚的賞賜，送他回鄉。同年，阮登洵再次被起復為皇子皇弟師保。紹治二年（1842年），紹治帝北上河內，接受清朝冊封，阮登洵被任命為留守大臣。紹治帝回京後，阮登洵升署協辦大學士，仍任皇子皇弟師保。不久阮登洵再次上書以病求歸，紹治帝下令送他回鄉。
阮登洵致事期間，紹治帝多次派官員前往問候起居，並於紹治四年（1844年）實授榮祿大夫、協辦大學士，每年可領一半俸祿，並蔭一子為司務，同時令孫子阮登洐留家奉養，不必出仕。阮登洵切辭上疏，推辭諸多恩賞。同年（1844年）冬，阮登洵在家病逝，享壽七十三歲。追贈少師，諡文正。紹治帝又賜御製詩，并命人撰寫行狀，皆刻石立碑。
嗣德元年（1848年），嗣德帝追念恩師，又賜御詩兩首，並立祠紀念。

## 子女
- 長子阮登楷，官至北圻經略大臣，入祀賢良祠。
- 子阮登椿，蔭授司務。
- 子阮登棟，尚春和公主阮玉淑姿，授駙馬都尉。

## 來源
1. 1 2 3 4  《大南實錄》正編列傳二集 卷十三 阮登洵傳